# Ina Rösing
Ina Rösing (* 4. Februar 1942 in Breslau; † 7. Dezember 2018 in Ulm) war eine deutsche Kulturanthropologin, Ethnologin, Psychologin, Soziologin und Thanatologin. Sie war Professorin und Direktorin des Instituts für Kulturanthropologie des Universitätsklinikums Ulm. Sie war außerdem Direktorin des Instituts für Transkulturelle Forschung e. V.

## Leben
Ina Rösings Mutter war die Anthropologin Ilse Schwidetzky und auch ihr Bruder, Friedrich W. Rösing, ist im Bereich der Anthropologie tätig. Rösing studierte Experimentalpsychologie und Anthropologie an der Freien Universität Berlin, der Harvard University und der Duke University. Sie promovierte an der Universität Bochum, war ausgebildet in Psychotherapie und hatte in Wissenschaftssoziologie an der Universität Konstanz habilitiert. Rösing war seit 1975 Professorin an der Universität Ulm und wurde für die Andenforschung sieben Jahre im Dienstinteresse beurlaubt. Danach übernahm sie die Leitung des Instituts für Kulturanthropologie.
Sie wurde seit den 1980er Jahren gefördert von der Deutschen Forschungsgemeinschaft, der Robert Bosch Stiftung, der Volkswagen-Stiftung und der Deutschen Altamerika-Stiftung. Für ihre Anden-Forschung erhielt sie den Landesforschungspreis von Baden-Württemberg, den Forschungspreis der Stadt Ulm und den Merckle-Forschungspreis. Sie wurde 1997 als ordentliches Mitglied in die Heidelberger Akademie der Wissenschaften aufgenommen und 2008 mit der Ehrendoktorwürde der Universität Luzern ausgezeichnet.

## Wirken
Über einen Zeitraum von 25 Jahren führte Rösing kulturanthropologische Feldforschung in der Kallawaya-Region der Provinz Bautista Saavedra in den bolivianischen Anden, am Titicaca-See und im Süden Perus durch. Die Orte, an denen sie ihre Vergleichsforschung durchführte, liegen im Himalaja, in Ladakh/Indien und der Changpa-Hochebene bei den Nomaden in Changthang. Sie erforschte die rituelle Heilungstradition und die Kollektivrituale der Kallawaya-Medizinleute und der Schamanen der Changpa-Hochebene. Daneben untersuchte sie die Beziehung von Andenreligion und Christentum, Schamanismus und Buddhismus, der sozialen Strukturen und der symbolischen zehn Geschlechter von Amarete in Bolivien.
In der transkulturellen Vergleichsforschung zwischen den Anden, dem Himalaja und der westlichen Kultur untersuchte sie die Werte und Begriffe von Dummheit, Intelligenz, Weisheit, Burn-out und verwundeter Heiler.
Sie veröffentlichte 30 wissenschaftliche Monographien zur Anden- und Himalaja-Kulturanthropologie. Weitere vertretene Gebiete waren Wissenschaftssoziologie und Thanatologie.
Bei ihrer Arbeit mit den Kallawaya arbeitete Ina Rösing auch mit Esther Balboa Bustamante, der späteren Vizepräsidentschaftskandidatin der bolivianischen Indigenen-Partei Movimiento Indígena Pachakuti, und deren Ehemann José Antonio Rocha Torrico zusammen. Nach Rochas Worten lernte Rösing Quechua so gut fließend sprechen, dass auch die gemeinsamen Gespräche mit Balboa und Rocha meist in dieser Sprache abliefen. In den 1990er Jahren schrieben Esther Balboa (zum Thema Cusco-Quechua, 1999) und José Antonio Rocha (zu Ideologie und Politik unter den Quechua von Cochabamba, 1997) ihre Doktorarbeiten bei Ina Rösing.

## Publikationen (Auswahl)
- Die Liebe zu meinem Väterchen Valentin Quispe. Fabri-Verlag, Ulm 2015. ISBN 978-3-931997-53-3.
- The ten genders of Amarete. Madrid und Frankfurt 2013. ISBN 978-3-86527-790-9,
- Sie blicken dich an – sie schauen weg. Indianische Portraits der andinen Kallawaya-Region. Weishaupt Verlag, Gnas/Österreich 2009, ISBN 978-3-7059-0286-2.
- Der Anden-Alltag. Im Schatten der UNESCO-Weltkulturerbe-Ernennung der Kallawaya-Kultur. Weishaupt Verlag, Gnas/Österreich 2008, ISBN 978-3-7059-0275-6.
- Religion, Ritual und Alltag in den Anden. Die zehn Geschlechter von Amarete, Bolivien. Zweiter ANKARI-Zyklus: Kollektivrituale der Kallawaya-Region in den Anden Boliviens. MUNDO ANKARI Band 6. 2. Auflage: Reimer Verlag, Berlin 2008, ISBN 3-496-02706-1.
- Ist die Burnout-Forschung ausgebrannt? Analyse und Kritik der internationalen Burnout-Forschung. 2. Auflage: Asanger Verlag, 2, Kröning 2008, ISBN 978-3-89334-409-3.
- Der verwundete Heiler. Kritische Analyse einer Metapher. Asanger Verlag, Kröning 2007, ISBN 978-3-89334-441-3.
- Weisheit: Meterware, Maßschneiderung, Missbrauch. Asanger Verlag, Kröning 2006, ISBN 3-89334-442-X.
- Dreifaltigkeit und Orte der Kraft: Die Weiße Heilung. Nächtliche Heilungsrituale in den Hochanden Boliviens. MUNDO ANKARI Band 2, Buch I und II.4. Auflage: Asanger Verlag, Kröning 2006, ISBN 3-89334-465-9.
- Abwehr und Verderben: Die Schwarze Heilung. Nächtliche Heilungsrituale in den Hochanden Boliviens. MUNDO ANKARI Band 3. 3. Auflage: Asanger Verlag, Kröning 2006, ISBN 3-89334-466-7.
- Die Schließung des Kreises: Von der Schwarzen Heilung über Grau zum Weiß. Nächtliche Heilungsrituale in den Hochanden Boliviens. MUNDO ANKARI Band 4. 2. Auflage: Asanger Verlag, Kröning 2006, ISBN 3-89334-467-5.
- Rituale zur Rufung des Regens. Zweiter ANKARI-Zyklus: Kollektivrituale der Kallawaya-Region in den Anden Boliviens. MUNDO ANKARI Band 5. 2. Auflage: Asanger Verlag, Kröning 2006, ISBN 3-89334-468-3.
- Intelligenz und Dummheit. Wissenschaftliche Konzepte. Alltagskonzepte. Fremd-kulturelle Konzepte. Ein Werk- und Denk-Buch. Asanger Verlag, Kröning 2004, ISBN 3-89334-426-8.
- Trance, Besessenheit und Amnesie. Bei den Schamanen der Changpa-Nomaden im ladakhischen Changthang. Weishaupt Verlag, Gnas/Österreich 2003, ISBN 3-7059-0174-5.
- Die heidnischen Katholiken und das Vaterunser im Rückwärtsgang. Zum Verhältnis von Christentum und Andenreligion. Universitätsverlag C. Winter, Heidelberg 2001, ISBN 3-8253-1196-1.
- Geschlechtliche Zeit – Geschlechtlicher Raum. Universitätsverlag C. Winter, Heidelberg 1999, ISBN 3-8253-0916-9.
- Jeder Ort – ein heiliger Ort. Religion und Ritual in den Anden. Benziger Verlag, Zürich/Düsseldorf 1997, ISBN 3-545-34144-5.
- Ulmer Quechua-Lehren I: Aussprache und Orthographie: Regeln, Beispiele, Übungen. Mit Minimal-Grammatik und Aussprachekassette. (Zweisprachig). Universität Ulm, Zentrum für Sprachen und Philologie, Ulm 1995, ISBN 3-930935-00-7.
- Zwiesprachen mit Gottheiten von Bergen, Blitzen, Quellen und Seen: Weiße Kallawaya-Gebete. (Ina Rösing, Marcos Apaza et al.) Asanger Verlag, Kröning 1994, ISBN 3-930983-00-1.
- Die Verbannung der Trauer. (Llaki Wij'chuna.) Nächtliche Heilungsrituale in den Hochanden Boliviens. MUNDO ANKARI Band 1. 3. Auflage: Zweitausendeins, Frankfurt 1992, ISBN 3-86150-251-8. (Erste Auflage Greno-Verlag, ISBN 3-89190-109-7)
- Der Blitz: Drohung und Berufung. Glaube und Ritual in den Anden Boliviens. Trickster, München 1990, ISBN 3-923804-40-7.